# William Bridge
William Bridge (1600 – 1670) è stato un religioso inglese, figura di spicco e ministro del gruppo religioso degli Indipendenti, predicatore e scrittore politico. Partecipò all'Assemblea di Westminster.

## Biografia
Nativo del Cambridgeshire nacque probabilmente intorno al 1600, nel 1619 iniziò gli studi presso l'Emmanuel College dell'Università di Cambridge dove ottenne il baccalaureato nel 1623 e il Master of Arts nel 1626, prima di prestare servizio nello stesso College in qualità di fellow. 

Nel 1627 venne ordinato sacerdote della Chiesa anglicana e fu ministro e lettore sia a Saffron Walden che a Colchester nell'Essex. Il suo insediamento a Coclhester fu frutto dell'imposizione di Sir Harbottle Grimston, II baronetto di Bradfield, membro del Parlamento per il collegio elettorale di Colchester ed acerrimo avversario dell'Arcivescovo di Canterbury William Laud e del suo movimento religioso. Nel 1637 si trasferì a Norwich per servire nella chiesa parrocchiale di St. Peter Hungate e successivamente della chiesa parrocchiale di St George's Church di Tombland. Entrò in conflitto con il reverendo Matthew Wren, allora Vescovo di Norwich per la Chiesa anglicana e protetto da Lancelot Andrewes, nonché strenuo sostenitore e difensore della dottrina dell'Arcivescovo Laud in materia di nonconformismo. Proprio a causa degli attacchi resi pubblicamente da parte di Wren contro la dottrina nonconformista, nel 1636 Bridge fu costretto a fuggire in Olanda, lasciando il suo posto al predicatore anglicano Hugh Peter. Durante il suo soggiorno in Olanda, fu co-titolare di una chiesa protestante insieme a John Ward e successivamente con Jeremiah Burroughs.

Nel 1641 fece il suo ritorno in Inghilterra dove e l'anno successivo venne nominato membro dell'Assemblea di Westminster dove si espresse sostenitore della causa del movimento degli Indipendenti; in quello stesso anno accettò l'incarico di predicatore per la cittadina costiera di Great Yarmouth, dove organizzò una congrega di Indipendenti e ne divenne pastore nel 1643. In questo stesso periodo divenne uno dei leader della fazione dei  Five Dissenting Brethren, un piccolo gruppo di predicatori all'interno degli Indipendenti che si opponeva alla maggioranza favorevole al Presbiterianesimo. Nel 1643 recitò uno dei suoi sermoni di fronte a Carlo I attaccando apertamente la regina Enrichetta Maria di Borbone-Francia. Fino al 1662 continuò a ricoprire il suo incarico a Great Yarmouth fino a quando venne espulso dall'Atto di Uniformità; morì a Clapham nel 1670. 

## Opere
- Lifting Up for the Downcast
- The Wounded Conscience Cured, the Weak One Strengthened and the Doubting Satisfied by Way of Answer to Doctor Ferne (1642)
- Ioabs covnsell and King Davids seasonable hearing it (1643)
- The truth of the times vindicated (1643)
- The righteous man's habitation in the time of plague and pestilence : being a brief exposition of the XCI. Psalm